# 新名神武庫川橋
新名神武庫川橋（しんめいしんむこがわばし）は、新名神高速道路宝塚北サービスエリア - 神戸ジャンクション間に位置し武庫川に架かる全長442.2メートルの道路橋である。兵庫県神戸市北区道場町生野に所在する。形式はPRC5径間連続バタフライウェブエクストラドーズドラーメン橋である。

## 背景
新名神高速道路は、既存の名神高速道路や中国自動車道と交通機能を分担し、渋滞緩和とダブルネットワーク化による信頼性向上を狙った高速道路である。高槻ジャンクションから神戸ジャンクションの区間は、既存の高速道路より北側を通過している。このルート上で新名神武庫川橋は、神戸市北区で武庫川を挟んで急峻な山間部に架けられることになった。

## 設計
当初計画においては、武庫川は付近の河川改修が不十分であること、隣接する兵庫県道327号切畑道場線が冠水したこともあることから河川管理者より河積阻害率を5 %以内とする条件を提示されたため、河川内に橋脚を設置せず最大支間長200メートルのPRC5径間連続エクストラドーズド箱桁橋で渡河する予定であった。コスト縮減を図るため、高強度材料を用いた条件で形式を再検討し、改訂 解説・河川管理施設等構造令に基づき高速自動車国道橋の河積阻害率の目安となる7 %以内を満たす橋脚配置計画を立案した。この案は武庫川に橋脚1基を設置し、最大支間長100メートルのPRC5径間連続箱桁橋で、河積阻害率は6.9 %となった。この案についてまず河川管理者に対し、河積阻害率7 %とした場合でも不等流解析により上流の水位上昇の影響がないことを説明し、2006年（平成18年）12月から2008年（平成20年）5月まで河川管理者との13回もの協議を経て2009年（平成21年）3月に了承を得た。また、地元住民に対しても2回の協議で不等流解析の結果を説明し2010年（平成22年）7月に了承を得た。漁業協同組合に対しても、橋脚配置による河川汚濁へ防止策を講じることで2010年（平成22年）9月に了解を得られ、支間割が決定した。
こうして、全長442メートル、最大支間100メートル、最大橋脚高81.2メートルのPC5径間連続ラーメン箱桁橋として基本計画が実施され、詳細設計と上部工と下部工の建設を一体として発注された。橋梁全体の耐震性向上と施工の省力化による合理的な急速施工を可能とすることを念頭に詳細設計を行った結果、ハーフプレキャスト部材を用いた橋脚の急速施工を採用するとともに、上部工については東九州自動車道田久保川橋（寺迫ちょうちょ大橋）で採用されたバタフライウェブ箱桁構造を採用することになった。これにより、本橋は世界でも類を見ない新構造形式となる、バタフライウェブエクストラドーズト箱桁橋となった。
箱桁の側面の部分をウェブと呼ぶが、これを蝶形のコンクリートパネルとしたものがバタフライウェブである。バタフライウェブは高強度繊維コンクリートを使用し鉄筋を配置せずにPC鋼材を入れたもので、厚さは150ミリメートルと薄くすることができ、軽量化に寄与した。バタフライウェブは工場で製作するプレキャスト部材で、製作性と運搬時の寸法制約から、高さは4メートルに制約された。このことから橋の全体にわたって桁の高さは一定の4メートルになり、この桁高さで支間100メートルの橋を成立させるために、バタフライウェブの柱頭部を斜材で補剛するエクストラドーズド構造を採用することになった。また、上下線を一体断面として建設し、将来的に両側に拡幅できるようにするために、エクストラドーズドの斜材は中央分離帯に配置することになった。バタフライウェブの採用により施工ブロックの数を減らすことができたことから工程を短縮でき、またバタフライウェブと桁高一定エクストラドーズド形式の採用により上部工は基本計画より約20パーセントの重量低減となった。

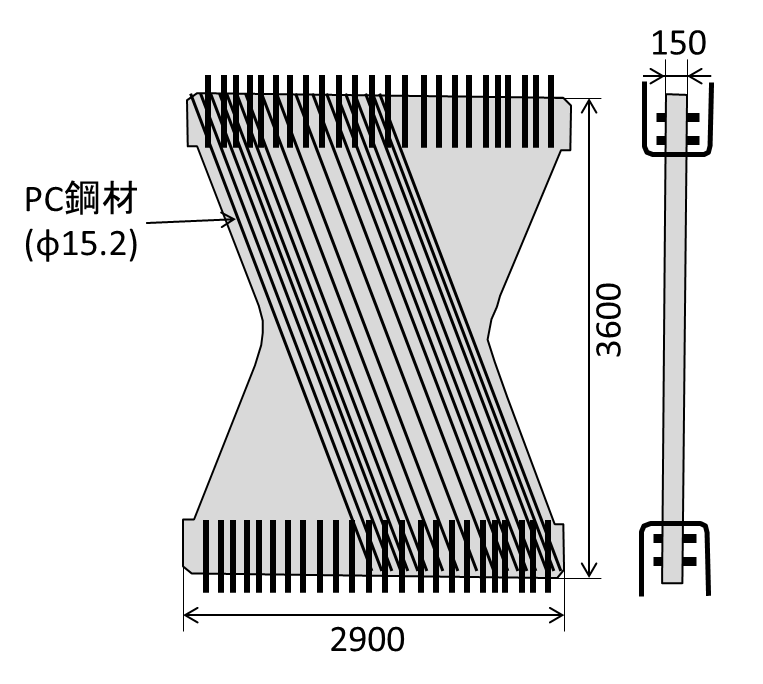
バタフライウェブの寸法

また基本設計では、河川内に位置する第3橋脚のみ河川阻害率を考慮して直径5メートルの円形中空断面とし、これ以外の3つの橋脚は6.0メートルから6.5メートルの寸法の矩形中空断面として計画されていた。橋脚高も第3橋脚がもっとも高く計画されており、この結果第3橋脚以外の剛性が高くなり、もっとも橋脚高の低い第1橋脚に地震時の慣性力が集中することが懸念された。そこで第3橋脚以外の3つの橋脚を直径5.5メートルの円形中空断面構造にすることで剛性を低下させ、慣性力を分散させることにした。一方高強度コンクリートと高強度鉄筋を使うことにより、耐力を確保する設計とした。こうした詳細設計の結果、上部工下部工を合わせた橋の総重量は、基本計画に比べて約35パーセント軽減された。
前述したように、将来両側へ拡幅を予定している本橋では、エクストラドーズドの斜材は中央に配置した1面吊りとした。これにより主塔幅は中央分離帯の幅である1.35メートル以内に制約されることになった。サドル方式でエクストラドーズド斜材を支えることにすると、最大角度45度のときに許容される最小曲げ半径確保が困難であるため、分離定着方式を採用することになり、従来からの鋼殻等による中空構造の分離定着方式では、この制限幅の中では十分な内空幅を確保できなかった。そこで1枚鋼板と2本のコンクリート柱からなる新しい主塔構造を開発した。コンクリート柱は鉛直方向の力のみを、鋼板は水平方向の力のみを分担して支持する構造となっている。また外側に露出する鋼板や斜材定着体は、アルミニウム・マグネシウム合金溶射により防錆を図っている。

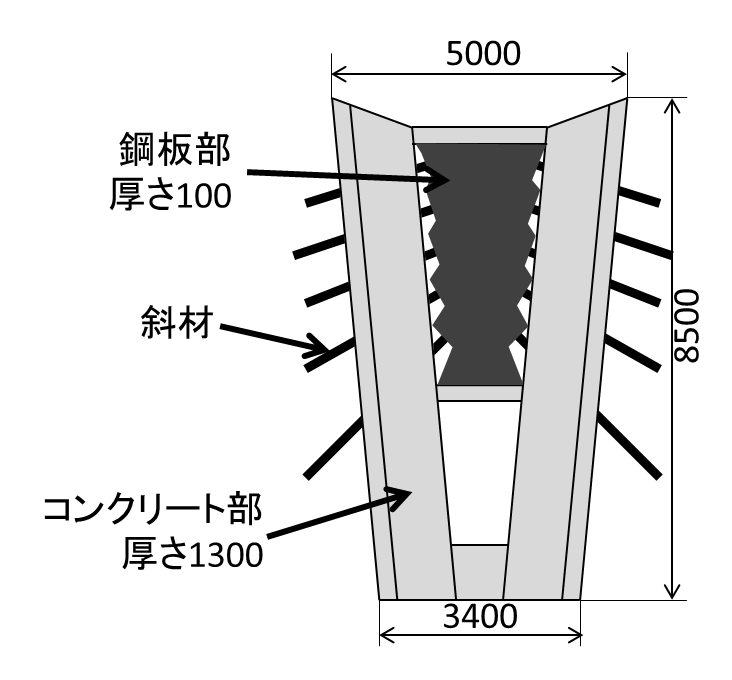
主塔の構造と寸法

最終的な橋の長さは442.2メートル、径間は71.8メートル、100メートルの3径間、67.8メートルの組み合わせである。幅員は、暫定4車線時で21.5メートルで、将来的に6車線に増設する際には主桁の両外側にストラットを設置して張出し床版を片側約5.6メートル拡幅することで、全幅32.5メートルとなる。平面線形は半径2,000メートルのカーブとなっており、縦断勾配は1.101パーセント、また上り線側から下り線側へ5パーセントで下る横断勾配を付けられている。
本橋の道路規格は暫定4車線時には設計速度100キロメートル毎時の第1種第2級B規格、完成6車線時には設計速度120キロメートル毎時の第1種第1級B規格である

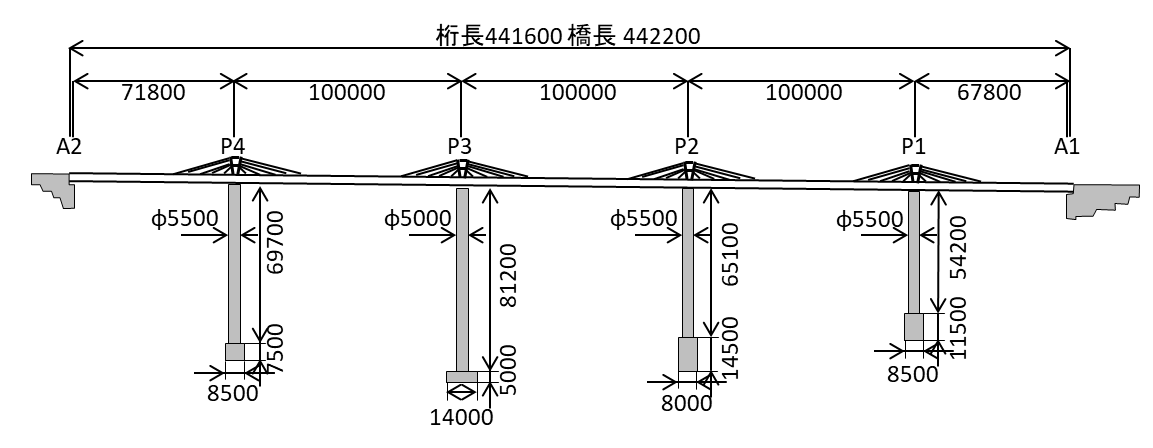
新名神武庫川橋の一般図

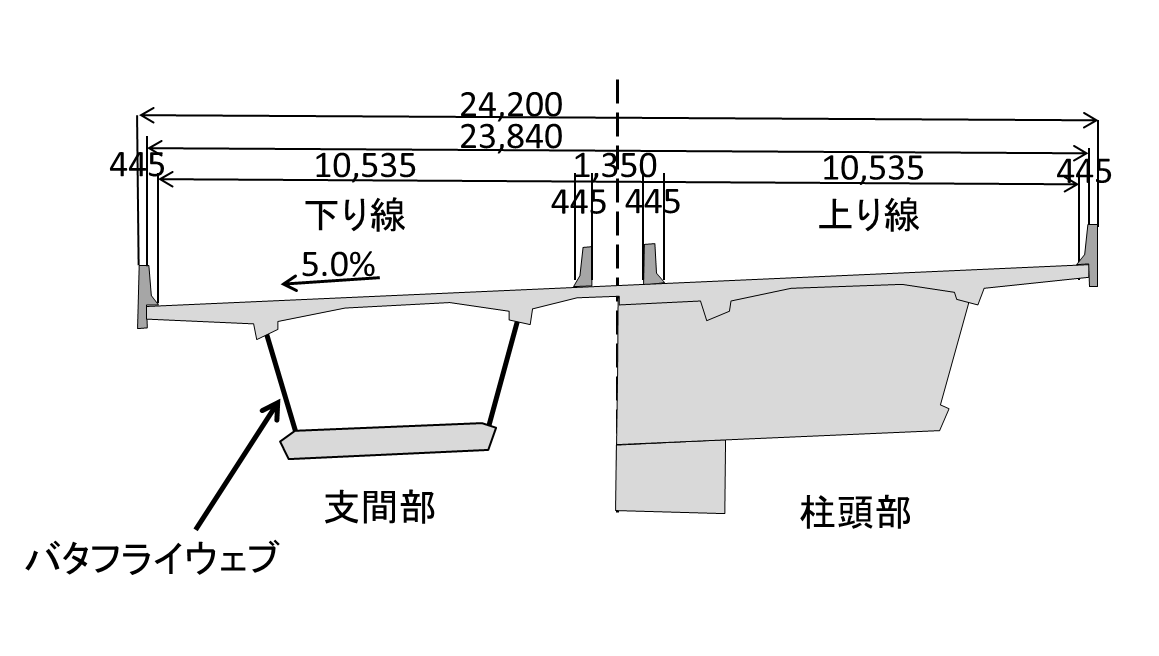
新名神武庫川橋の桁の断面図、箱桁の側面部がウェブで、この部分にバタフライウェブを採用した

## 建設
2011年（平成23年）4月から2012年（平成24年）3月までの1年をかけた詳細設計があり、それと並行して2011年4月から現場で施工が開始された。
橋脚はいずれも硬質な岩盤に支持された構造で、大口径深礎杭および直接基礎形式を採用した。第3橋脚は、川の中に設置される直接基礎形式の橋脚で、高さも最も高い81.2メートルある。その施工にあたっては、川の中に大型土嚢で締切堤を構築して止水し、渇水期の間に完了しなければならないという制約があった。全体工期が厳しかったことから、可能な限り工期を短縮する必要があり、そのためには時間を要する岩盤掘削作業を減らす必要があった。
基礎部分は長さと幅が14メートルで高さが5メートルの鉄筋コンクリートとして設計されており、これは第3橋脚の上から桁を張り出して架設する途中に、直接基礎の部分がもっとも不安定となる計算であることから、この時点で地震が発生した際の強度を考慮したものである。地震時の安定性を向上させるには基礎を大きくする必要があるが、一方で岩盤掘削作業を減らすためには基礎を小さくする必要がある。そこで、一般的には直接基礎の周囲に足場を構築できるだけのスペースを確保して、そこから斜めの法面を構築するのに対し、本橋脚では掘削形状を変更して高さ5メートルの直接基礎のうち4メートルまでが岩盤の中に埋没するような形状を採用した。これにより、直接基礎の側面が岩盤と密着することになるため、地震時の滑動や転倒に対して抵抗する力が働くことで地震時安定性が向上する。直接基礎側面に当たる岩盤は鉛直に掘削することになるため、肌落ちを防止するために吹付コンクリートを施工した。こうした形状変更により、掘削量は標準で3,583平方メートルであったものが2,695平方メートルと25パーセント削減でき、そのほか埋め戻しの作業量は45パーセント削減、型枠の必要量は80パーセント削減、足場についてはまったく不要となるなど、大きな省力化とコスト削減が可能となった。

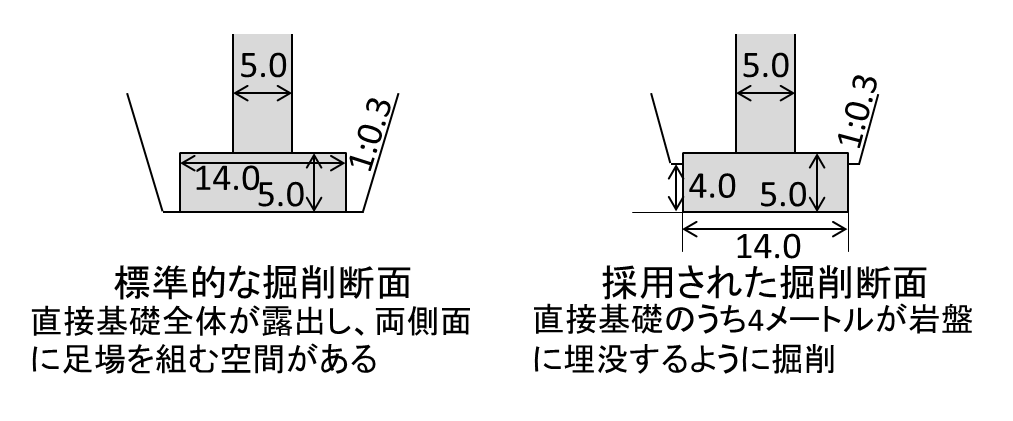
橋脚基礎に対する標準的な掘削断面と採用された改良断面

本橋の橋脚は、高さが50メートルから80メートルに達する高いものであったため、省力化して急速施工をすることを目的として、ハーフプレキャスト部材を用いた施工法であるSPER工法を採用した。現場での配筋作業を削減することが目的で、帯鉄筋と中間帯鉄筋を事前に工場でハーフプレキャスト部材に内蔵するようにした。ハーフプレキャスト部材は高さ2.0メートル、重量約10-11トンの半円形のもので、滋賀県の工場において製作して現場に運び込んだ。
まず足場を組み立て、主鉄筋を組み立てたのち、半円形のハーフプレキャスト部材を2個組み合わせて円形にしたものをクレーンで吊り上げて、主鉄筋を内側に通すように設置する。ハーフプレキャスト部材の設置を3回繰り返して高さ6メートルになると、型枠を設置してポンプで中詰めコンクリートを流し込む。さらにハーフプレキャスト部材設置を3回繰り返して型枠設置と中詰めコンクリートの充填を行う、合計高さ12メートルの施工を1サイクルとして橋脚の建設を進めた。帯鉄筋の組み立ても現場で行う従来工法であれば、1サイクルに対して実働23日を必要としたのに対し、SPER工法では実働12日と、ほぼ2倍の速度で施工することができた。

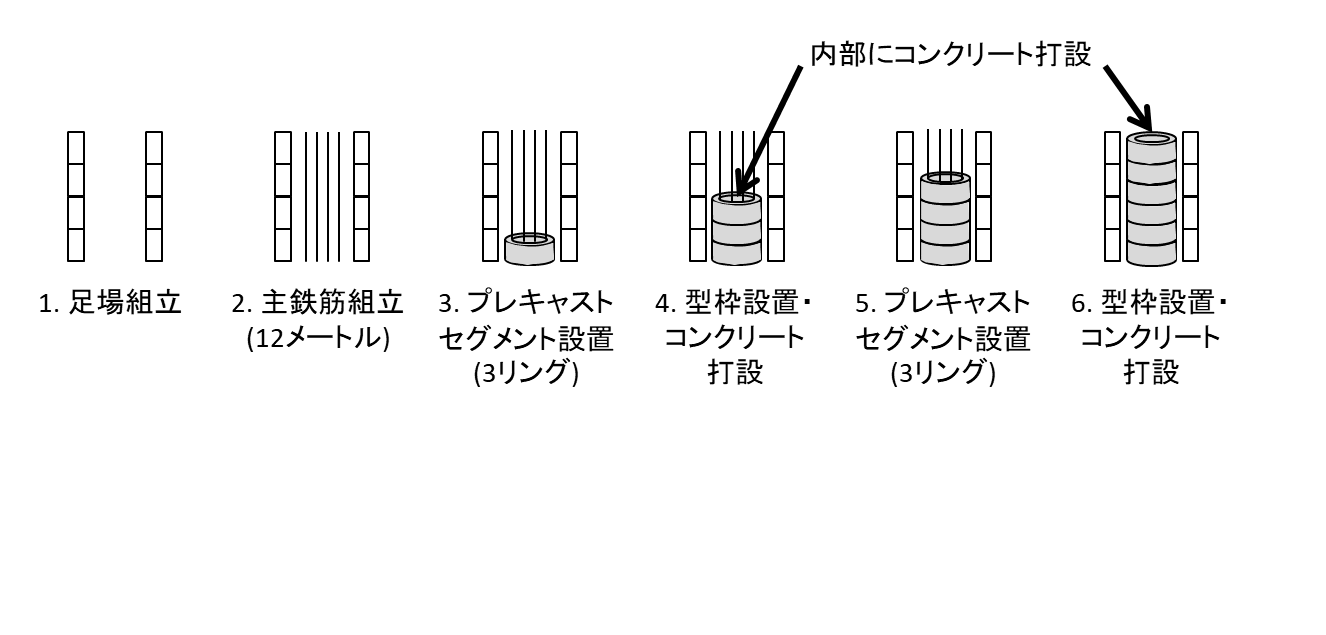
橋脚の建設ステップ1サイクル分

橋脚の上部で橋桁を支えている柱頭部は、直径5メートルから5.5メートルの橋脚の上部で幅24メートルに及ぶ主桁が張り出す構造になっている。一般的に柱頭部を施工するときに用いられる支保工方式では、長さが15メートルを超えるブラケットを放射状に配置する大規模なものとなり、架設費の増大と高所での安全性が問題になった。そこで橋脚直上部のみブラケット支保工で支えて場所打ちコンクリートを施工した後、プレキャストセグメントを用いて橋軸直角方向へ張り出していき、そのセグメントを型枠支保工の代わりにして上部の場所打ちコンクリートを施工した。これによりブラケット支保工を当初の3分の1の規模に収めることができた。
主桁は移動作業車により施工した。この移動作業車の耐荷能力により張り出し施工のブロック長が決定されるが、当初の基本計画の設計では橋脚柱頭部付近では桁高と部材厚が大きくなるため、1ブロックが3メートル程度、支間部で4メートル程度になるとされた。しかしバタフライウェブ箱桁構造を採用したことで桁重量が軽減されたことから、張り出し施工のブロック長は6メートルを採用することができた。これにより、基本計画時に101ブロックに分けて施工する予定であった橋桁を54ブロックとほぼ半減することができた。さらに箱桁のウェブ部分は施工が煩雑となるが、工場製作のバタフライウェブを採用したことで省力化を図ることができた。
こうした様々な省力化手法を採用して工期の縮減をおこなった。橋脚については、4つの橋脚合計で施工日数が約500日であったが、従来工法であった場合は約1000日であったと見込まれた。また橋桁についてはブロック長が6メートルと長くなったために1ブロックの施工日数は長くなって25日かかり、54ブロックに合計1350日を要したが、従来工法であった場合は1ブロックに16日を要し、101ブロックに合計1616日を要することになることから、ほぼ250日に及ぶ縮減となった。もっとも移動作業車や作業チームの数やその転用の関係から、工事完了がこの日数分早くなったわけではないが、延べ作業員数を縮減することができて生産性の向上となった。
新名神武庫川橋は、2017年（平成29年）2月に竣工した。

## 開通
2018年（平成30年）3月18日、新名神高速道路川西インターチェンジ - 神戸ジャンクション間の開通とともに供用開始された。
新名神武庫川橋は、2016年度（平成28年度）土木学会田中賞と、プレストレストコンクリート工学会賞を受賞した。また国際構造工学会作品賞の優秀賞を2019年（令和元年）に受賞した。これは日本の道路橋としては初の受賞であった。